# USS Princeton (CV-37)
USS Princeton (CV-37) bio je američki nosač zrakoplova u sastavu Američke ratne mornarice i jedan od nosača klase Essex. Bio je peti brod u službi Američke ratne mornarice koji nosi ime Princeton. Služio je od 1945. do 1970. godine. Ušao je u službu nakon završetka Drugog svjetskog rata. Princeton je odlikovan s 8 borbenih zvijezda (eng. battle stars – odlikovanje za sudjelovanje u bitkama) za sudjelovanje u Korejskom ratu. Sudjelovao je i u Vijetnamskom ratu i kao glavni brod u svemirskoj misiji Apollo 10. Za razliku od većine ostalih brodova klase Essex, Princeton nije naknadno moderniziran tako da je bio zadržao klasičan izgled Essex nosača iz Drugog svjetskog rata.
Povučen je iz službe 1970. godine, a 1971. je prodan kao staro željezo.

### Zajednički poslužitelj
|  | Zajednički poslužitelj ima stranicu o temi USS Princeton (CV-37)    |
|  | Zajednički poslužitelj ima još gradiva o temi USS Princeton (CV-37) |